# Józef Garbacik
Józef Garbacik (ur. 18 marca 1907 w Dobrucowej, zm. 2 czerwca 1976 w Krakowie) – polski historyk, regionalista, organizator Wydziału Humanistycznego Uniwersytetu Marii Curie-Skłodowskiej, wykładowca Wyższej Szkoły Pedagogicznej w Krakowie.

## Życiorys
Józef Garbacik był jednym z dziewięciorga dzieci Michała i Anny z Zająców, chłopskiej rodziny z Dobrucowej koło Tarnowca w powiecie jasielskim. Ukończył szkołę powszechną w Tarnowcu, a w 1926 zdał egzamin dojrzałości w Państwowym Gimnazjum w Jaśle, w którym zaangażował się w ruch harcerski. Egzamin dojrzałości złożył w 1926 roku. W tym samym roku rozpoczął studia na Wydziale Historii Uniwersytetu Jagiellońskiego. Wśród jego nauczycieli byli profesorowie Wacław Sobieski, Władysław Semkowicz oraz Jan Dąbrowski. Po ukończeniu studiów odbył w 1931 roku podróż naukową do Włoch, gdzie zbierał materiały do pracy doktorskiej na temat stosunków polsko-włoskich w XV wieku. Stopień doktora uzyskał w 1932 roku pod kierunkiem profesora Jana Dąbrowskiego [./Józef_Garbacik#cite_note-Kiryk-6 [6]].
Do wybuchu II wojny światowej pracował jako nauczyciel gimnazjalny w szkołach Krakowa i Kielc. Brał udział w walkach kampanii wrześniowej. Okres okupacji spędził w rodzinnej wsi, pracując w biurze gminnym w Tarnowcu. Po zakończeniu wojny powrócił do Krakowa i podjął pracę naukową na Uniwersytecie Jagiellońskim. Po kolejnym pobycie we Włoszech, w 1947 roku uzyskał habilitację na podstawie rozprawy Filip Kallimach jako dyplomata i polityk. W 1951 roku został docentem etatowym, pełniąc stanowisko dziekana Wydziału Historyczno-Filozoficznego Uniwersytetu Jagiellońskiego. Był także opiekunem Koła Naukowego Historyków Studentów UJ. W 1952 roku otrzymał tytuł profesora zwyczajnego.
Był organizatorem i pierwszym dziekanem Wydziału Humanistycznego Uniwersytetu Marii Curie-Skłodowskiej w Lublinie. W 1961 roku został kierownikiem Zakładu Historii Powszechnej Wyższej Szkoły Pedagogicznej w Krakowie. Był członkiem Polskiego Towarzystwa Historycznego oraz Komisji Nauk Historycznych krakowskiego oddziału Polskiej Akademii Nauk, redaktorem „Małopolskich Studiów Historycznych”, „Kwartalnika Historycznego” i „Wiadomości Historycznych”. Należał do PZPR.
Zmarł 2 czerwca 1976 roku w Krakowie i został pochowany na cmentarzu wojskowym przy ul. Prandoty) (pas 104, grób 8). Jego brat, Eugeniusz Garbacik (1913–2011), był ekonomistą, profesorem Akademii Ekonomicznej w Krakowie.

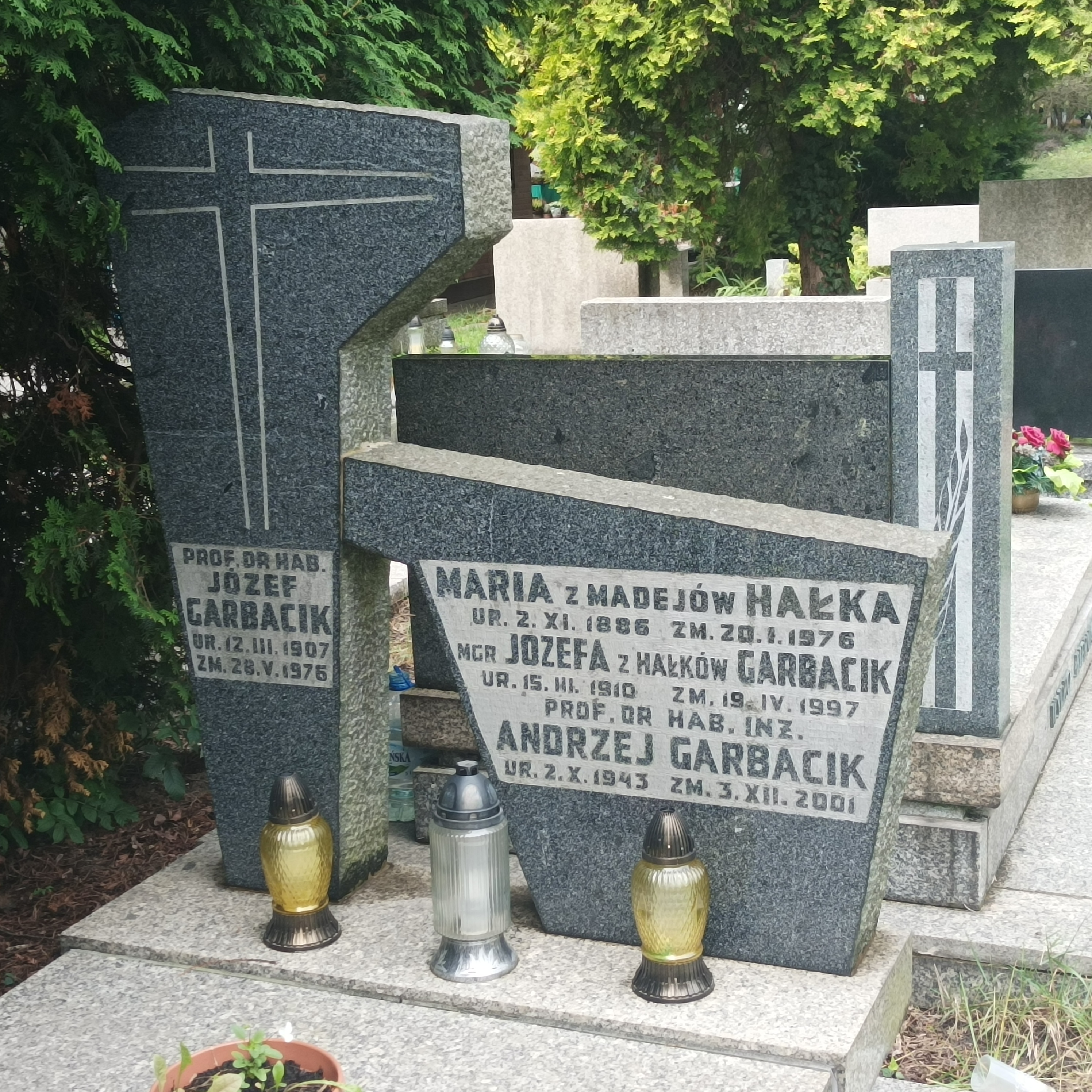
Grób prof. Józefa i prof. Andrzeja Garbacika na cmentarzu wojskowym przy ul. Prandoty w Krakowie

## Publikacje
- Tarnowiec: gmina zbiorowa powiatu jasielskiego, 1938
- Studia z dziejów Jasła i powiatu jasielskiego, [Red.], 1964
- Krosno. Studia z dziejów miasta i regionu, t. 1, [Red.], Kraków 1972
- Krosno. Studia z dziejów miasta i regionu, t. 2, [Red.], Kraków 1973[1][4]